# Donzell del gat
El donzell del gat (Coenagrion caerulescens) és una espècie d'odonat zigòpter de la família Coenagrionidae, present a Catalunya.

## Distribució
Aquesta espècie es troba en el sud d'Europa i al Magrib. És poc abundant a la península Ibèrica.

## Descripció
Coenagrion caerulescens mesura de 30 a 40 mm. Els mascles tenen ratlles negres i blaves sobre el pit i els segments abdominals. Les femelles tenen una coloració groguenca o blavosa quasi coberta de negre. Es distingeix d'altres espècies emparentades pel 6è segment abdominal totalment negre i el 9è presentant un motiu negre allargat.

## Biologia
Aquesta espècie freqüenta generalment els petits cursos d'aigua amb vegetació. Vola entre maig i agost durant el període de reproducció. Les parelles volen en tàndem i fan la posta en les plantes submergides, tanmateix sense capbussar-se. El desenvolupament de les larves no ha estat descrit.